# Al-Fátiha

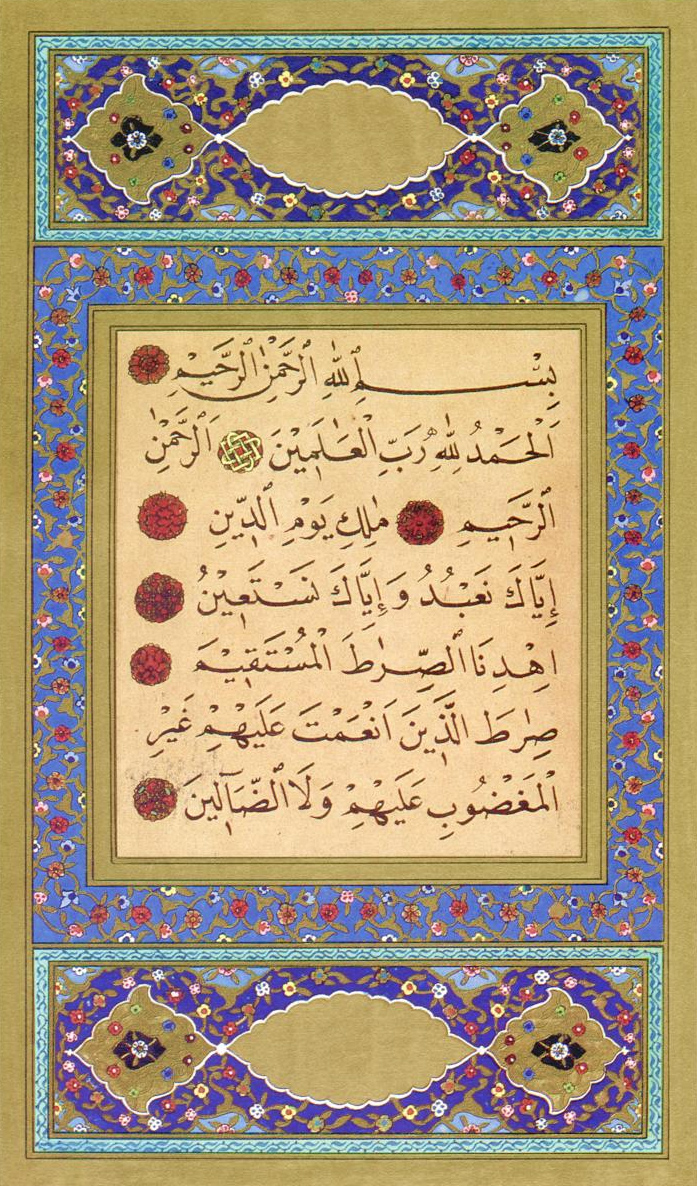
La Fátiha en un Corán manuscrito turco. La página en la que se encuentra la Fátiha, así como la página enfrentada, en la que se inicia la azora 2, llamada La vaca, suelen ser objeto de una profusa decoración en las ediciones del Corán.

Al-Fātiḥa (الفاتحة; /alˈfaːtiħa/ 'la que abre') es la primera de las suras o capítulos en que está dividido el Corán, libro sagrado del Islam.

## Historia
Hay quienes creen que al-Fátiha no figuraba como sura en algunos de los corpus coránicos realizados antes de la fijación del texto por el califa Uthmán ibn Affán, que fue quien estableció la versión definitiva del texto del Corán que se ha utilizado desde entonces por los sunníes aunque ese mismo texto no tiene ninguna variación cuando se compara con otras versiones que fueron recopiladas o que existían en ese entonces, esto se hizo con la aceptación de todos los compañeros del Profeta que vivían en ese entonces, ya que no se encuentra quien lo haya diferenciado en ello. La versión definitiva de Alí ibn Abi Tálib, gran confidente, primo y yerno de Mahoma. Hay narraciones débiles de poca fiabilidad que no figuraba en los coranes de Ibn Abbás e Ibn Masud, por lo que en los primeros tiempos del Islam algunas personas no la consideraban como sura (texto revelado por Dios, de acuerdo con la creencia musulmana) sino como oración particular de Mahoma.

## Terminología
Fue conocida con otros nombres antes de la fijación final del texto coránico. Se le dio el nombre de «la que abre» (a veces traducido como Exordio, Introducción y de otras formas) precisamente cuando se la incluyó definitivamente en el Corán, al principio del todo. Otros nombres que recibe Al-Fātiha:
- También se le llama Umm Al-Kitab ('la madre del libro') o Umm Al-Quran ('la madre del Corán');

- Sab'a al Mathani ('siete [versos] repetidos'), una denominación tomada del versículo 15:87 del Corán);

- Al-Hamd ('la alabanza'), porque un hadiz narra que Mahoma dijo que Dios dice: «La oración [al-Fātiḥah] se divide en dos mitades entre Mis siervos y Yo. Cuando el siervo dice: 'Todos la alabanza es debida a Dios', el Señor de la existencia, Dios dice,'Mi siervo me ha alabado'».;
- Al-Shifa ('la cura'), porque un hadiz narra que Mahoma dijo: «La Apertura del Libro es una cura para cada veneno».;
- Al-Ruqyah ('el remedio' o 'cura espiritual');
- al-Asas ('la fundación), refiriéndose a que sirve como base para todo el Corán.

## Características
Tiene siete aleyas o versículos. Este capítulo o azora constituye para los musulmanes la principal de sus oraciones, similar en importancia al Padrenuestro cristiano o al Shema Yisrael judío. Tiene varias características que la diferencian del resto del Corán:
- Se coloca encabezando el Corán porque como su título indica es la Apertura.
- En cambio, los musulmanes la consideran como la azora más grandiosa del Corán; esto debido a que el mismo profeta Mahoma la consideró así; se encuentra relatado en un hadiz compilado por Al-Bujari que Mahoma le dijo a Abû Sa‘îd bin Al-Mu´alla «Te enseñaré la más grandiosa azora del Corán antes de que salgas de la mezquita... Ella es Las Siete Repetidas y La Recitación Sublime que me fue otorgada», y en un hadiz relatado por Muslim la nombra como la Madre del Corán (en árabe أم الكتاب Um al-Kitab) al decir: «Quien realice la oración, sin recitar La Madre del Libro le es deficiente (lo dijo 3 veces) y no es completo». Hadices recopilados por Al-Bujâri y Ahmed muestran que la nombraba «Las Siete Repetidas» (en árabe السَبع المثاني As-Sab‘au al-Mathâni) y «La Recitación Sublime» (en árabe القرآن العظيم Al-Qur’ân al-‘Azîm).
- De hecho, los tres primeros Califas del Islam también la consideraban como una azora del Corán, se encuentra relatado en el libro de Sahîh Muslim en un hadiz narrado por Anas bin Mâlik que Abu Bakr, Úmar y Uthmán la recitaban como tal, y relata Ibn Kazir que Ibn Abbás la nombró «La Base del Corán» (en árabe أساس القرآن As-Sâsu l-Qurân).
- La basmala o fórmula ritual «En el nombre de Dios, el más Clemente, y Misericordioso» que inicia todas las azoras del Corán (excepto una) es considerada como primera aleya o versículo en la Fatiha, algo que no ocurre en el resto de las azoras, donde es una frase introductoria que queda fuera del cómputo de versículos. Esto, según los especialistas, es indicio de que ya en los primeros tiempos del Islam tenía un uso cultual, es decir, que se usaba como oración. hay que señalar, sin embargo, que no todas las escuelas han aceptado este cómputo de la basmala como primer versículo, con lo que en este caso la Fatiha tendría seis versículos, y no siete.

## Texto
1. بسم الله الرحمن الرحيم
2. الحمد لله رب العالمين
3. الرحمن الرحيم
4. ملك يوم الدين
5. إياك نعبد وإياك نستعين
6. اهدنا الصرط المستقيم
7. صرط الذين أنعمت عليهم غير المغضوب عليهم ولا الضالين

1 En el nombre de Dios, el Clemente y Misericordioso 
Bi-smi-llāhi r-raḥmāni r-raḥīm
2 Alabado sea Dios, señor de los mundos
Al-ḥamdu li-llāhi rabbi l-`ālamīn
3 El Clemente, el Misericordioso
Ar-raḥmāni r-raḥīm
4 Dueño del Día del Juicio
Māliki yawmi d-dīn
5 A ti imploramos, a ti pedimos ayuda
Iyyāka na`budu wa-iyyāka nasta`īn
6 Guíanos por el camino recto
Ihdinā ṣ-ṣirāṭa l-mustaqīm
7 Camino de aquellos a quienes has favorecido, que no son objeto de Tu ira y no son de los extraviados
Ṣirāṭa l-laḏīna an`amta `alay-him ġayri l-maġḍūbi `alay-him wa-lā ḍ-ḍāālīn
Al acabar de recitarla los sunníes añaden amīn (amén), aunque esta palabra no aparece en el Corán, pero se encuentra relatado en los hadices el pronunciarlo.

### Siete de los Mathani
Según la sura de Al-Hijr (15-87) Dios declaró:
“Y de hecho, os hemos otorgado siete de los Mathani y el Gran Corán. No mires con tus ojos ambiciosamente lo que Nosotros hemos dado a ciertas clases de ellos, ni te aflijas por ellos. Y baja tus alas a los creyentes." Esto se suele interpretar como que Dios indica que habiendo dado el Corán y Siete de los Mathani que representan la sura de La apertura (Al-Fatiha), no debe preocuparse por la oposición a la religión.